# Sörmlandspilen
Sörmlandspilen är ett inofficiellt smeknamn på regionaltågen på sträckan Stockholm-Katrineholm-Hallsberg. Den körs av Transdev på uppdrag av Mälardalstrafik. Trafiken bedrivs under varumärket Mälartåg.
Tågen gör uppehåll i Stockholm C, Flemingsberg, Södertälje Syd, Gnesta, Flen, Katrineholm, Vingåker och Hallsberg. 